# III. Kerületi TUE
III. Kerületi TUE, in diversen deutschsprachigen Listen auch als 3. Bezirk aufgeführt, ist ein ungarischer Fußballverein der in Óbuda im III. Bezirk (kerület), im Norden von Budapest beheimatet ist. Der Verein wurde am 24. Januar 1887 gegründet. Die Vereinsfarben sind blau und weiß. III. Kerületi TUE trägt seine Heimspiele im Stadion Hévízi út aus. Der Verein spielt seit der Saison 2004/05 in der dritten Liga (NBIII).
Im Finale des ungarischen Pokals der Saison 1930/31 bezwang die Mannschaft aus Óbuda, seinerzeit unter dem bis 2003 gebräuchlichen Namen III. Kerületi TVE, Ferencvárosi TC sensationell mit 4:1.

## Geschichte
Der größte Erfolg in der jüngeren Zeit waren die beiden Aufstiege die erste Liga (NB1) 1996 und 1998. In beiden Fällen stieg die Mannschaft aber umgehend wieder ab.
Im Jahr 2000 wurde die erste Kampfmannschaft aus dem Verein herausgelöst und mit der Fußballabteilung des Csepel SC vereinigt. Die gemeinsame Mannschaft spielte die nächsten zwei Jahre unter dem Csepeler Namen auf der Donauinsel Csepel im Süden Budapests. Die Jugendmannschaften verblieben in Óbuda. 
Die Fußballabteilung des Csepel SC wurde nach Ablauf der Saison 2001/02 aufgelöst. Mit Beginn der 2003/04 Saison nahm der nun III. Kerületi TUE genannten Verein wieder den Seniorenspielbetrieb mit vielen Spielern aus den Vorgängermannschaften und der eigenen Jugend auf und erhielt Startberechtigung für die vierte Liga.
Die Mannschaft überstand die Saison unbesiegt und stieg umgehend in die dritte Liga, NBIII, auf, wo der Verein bis heute (2007/08) anzutreffen ist.